# Obereopsis holofusca
Obereopsis holofusca är en skalbaggsart som beskrevs av Stefan von Breuning 1967. Obereopsis holofusca ingår i släktet Obereopsis och familjen långhorningar. Inga underarter finns listade i Catalogue of Life.